# موتی بودک
موتی بودک (عبری: מוטי בודק‎؛ زادهٔ ۱۹۶۱) معمار اهل اسرائیل است.